# Petz: Nursery
Petz : Nursery est un jeu vidéo de gestion développé par Ubisoft Nagoya et édité par Ubisoft, sorti en 2009 sur Nintendo DS.